# مونا فؤاد
مونا فؤاد (5 أكتوبر 1928 - 1 أكتوبر 1993)، ممثلة مصرية. عملت في أدوار مساعدة في الخمسينيات، بعد تلك الأفلام اختفت لم تقم بأي عمل فني آخر ولم يعرف لها أي خبر منذ عام 1955 حتى تم إعلان عن وفاتها في عام 1993.

## أفلامها
- 1951: الخارج على القانون
- 1952: حضرة المحترم
- 1953: عبيد المال
- 1953: السيد البدوي
- 1954: نور عيوني
- 1954: أنا الحب
- 1955: نهارك سعيد
- 1955: الله معنا
- 1955: أغلى من عينيه

## روابط خارجية
- مونا فؤاد على موقع الدهليز
- مونا فؤاد على موقع قاعدة بيانات الأفلام العربية